# Waiomys mamasae
Waiomys mamasae (Rowe, Achmadi & Esselstyn, 2014) è un roditore della famiglia dei Muridi, unica specie del genere Waiomys (Rowe, Achmadi & Esselstyn, 2014), endemico di Sulawesi.

## Etimologia
L'epiteto generico deriva dalla combinazione della parola waio-, che nella lingua locale ha il significato di acqua e dal suffisso -mys, utilizzato per le forme simili ai topi. Il termine specifico si riferisce invece alla località di provenienza dell'olotipo, ovvero nella Reggenza di Mamasa.

## Descrizione

### Dimensioni
Roditore di piccole dimensioni, con la lunghezza della testa e del corpo di 129 mm, la lunghezza della coda di 159 mm, la lunghezza del piede di 36 mm, la lunghezza delle orecchie di 11 mm e un peso fino a 64 g.

### Caratteristiche craniche e dentarie
Il cranio è delicato e presenta un rostro moderatamente lungo, le arcate zigomatiche sottili e le bolle timpaniche piccole. I fori palatali sono larghi. Gli incisivi superiori sono stretti, arancioni chiari ed ortodonti, ovvero con le punte rivolte verso il basso, i molari hanno cuspidi semplificate e il terzo è notevolmente ridotto.
Sono caratterizzati dalla seguente formula dentaria:

### Aspetto
La pelliccia è relativamente lunga, soffice, fine ed estremamente densa. Le parti superiori sono bruno-grigiastre con la base dei peli grigia e la punta brunastra, mentre le parti ventrali sono grigie chiare, più scure alla base. Una macchia bianca è presente su ogni lato della groppa. Il muso è appiattito e ricoperto densamente di vibrisse, gli occhi sono piccoli. Le orecchie sono piccole, grigie, ricoperte di peli e quasi completamente nascoste nella pelliccia. I piedi sono allungati, marroni chiari dorsalmente e con la pianta più scura e fornita di soli 5 cuscinetti. Le zampe anteriori sono corte. La coda è più lunga della testa e del corpo, è bruno-grigiastra e presenta una frangiatura ventrale di vibrisse bianche.

## Biologia

### Comportamento
È una specie parzialmente acquatica.

## Distribuzione e habitat
Questa specie è conosciuta soltanto attraverso un maschio adulto catturato nel 2012 sul Monte Gandangdewata, nella parte occidentale dell'isola indonesiana di Sulawesi.
Vive nelle foreste pluviali montane.

## Conservazione
Questa specie, essendo stata scoperta solo recentemente, non è stata sottoposta ancora a nessun criterio di conservazione.